# Ленарт-в-Словенських Горицях
Ленарт-в-Словенських Горицях (словен. Lenart v Slovenskih goricah) — місто в общині Ленарт, Подравський регіон‎, Словенія. Статус міста - з 2020 року.